# Erich Voltmer
Erich Voltmer (* 21. September 1913 in Bildstock (Saar); † 8. Februar 1983 in Saarbrücken) war einer der bedeutendsten und bekanntesten  saarländischen Journalisten, zuletzt stellvertretender Chefredakteur der Saarbrücker Zeitung. Er wurde bundesweit bekannt, weil er in der Zeit des Kalten Krieges das erste und für lange Zeit einzige Interview eines Westjournalisten mit Erich Honecker, dem damaligen Staatsratsvorsitzenden der DDR, führte.

## Leben
Voltmer entstammte einer proletarischen, aber auch sehr katholischen Familie. Sein Vater Karl Voltmer übte in den Kohlegruben des Saargebiets den Beruf des Obersteigers aus. Ein Nachbarsjunge war Erich Honecker. Offenbar kamen Voltmer und Honecker gut miteinander aus; die ähnliche soziale Herkunft dominierte über unterschiedliche Glaubensvorstellungen. Diese Jugendbekanntschaft war die Grundlage des späteren Exklusivinterviews.
Im benachbarten Neunkirchen ging Voltmer zur Schule, wo er 1933 an der Oberrealschule die Primarreife erwarb. Im Anschluss an die Schulzeit leistete er freiwilligen Arbeitsdienst und beteiligte sich als Zellenleiter der Deutschen Front aktiv an der Saarabstimmung vom 13. Januar 1935. Voltmer war Mitglied der NSDAP und engagierte sich beim militanten Ordnungsdienst der Deutschen Front. Er absolvierte eine Ausbildung als Schriftleiter im Archiv bei der Saarbrücker Zeitung sowie ein Volontariat bei der Sparkasse. Während des Zweiten Weltkriegs war er als Kriegsberichter bei einer Propagandakompanie eingesetzt, unter anderem auf dem Balkan. In der Nachkriegszeit kehrte er zur Saarbrücker Zeitung zurück, in der er 1970 zum Leiter des Ressorts „Politik und Landespolitik“ und 1976 zum stellvertretenden Chefredakteur aufstieg.
Sein größter journalistischer Scoop war das am 17. Februar 1977 geführte Interview mit Honecker.
Ebenfalls erfolgreich war die 1979 von Voltmer verfasste Biographie des langjährigen und kurz zuvor verstorbenen saarländischen Ministerpräsidenten Franz Josef Röder – „einer der größten saarländischen Bestseller“, so noch 2018 der Historiker Julian Bernstein.
Bei der Saarbrücker Zeitung wurde Voltmer 1978 pensioniert. 1983 verstarb er.

## Auszeichnungen
1934 erhielt Voltmer aufgrund hervorragender Leistungen die Plakette des Reichssportführers. 1976 wurde er mit dem Saarländischen Verdienstorden ausgezeichnet.

## Erich Voltmer-Preis
Zu Ehren Erich Voltmers stiftete der Saarländische Journalistenverband (SJV) 1975 den „Erich-Voltmer-Preis für junge Journalistinnen und Journalisten“. Zu den Ausgezeichneten gehören:
- Marie-Elisabeth Denzer (1988)
- Hans Giessen (1988)
- Peter Neumann (1991)